# Barry Allen
Bartholomew Henry "Barry" Allen é um super-herói da DC Comics, o segundo a usar o nome Flash, além de ser o mais conhecido Flash. Sua estreia aconteceu na revista Showcase 4, marcando o início da Era de Prata dos Quadrinhos, quando alguns personagens da DC foram reinventados a partir do zero, como se nada tivesse existido antes. Posteriormente Barry Allen passou a ser o Flash mais famoso e o principal detentor do título de Flash.
Barry Allen era funcionário da polícia científica. Aos 11 anos viu sua mãe sendo morta por um velocista, seu pai foi preso e Barry começou a viver com o capitão Darryl Frye (Pós-Crise), e Joe West e Iris West (Serie de TV) quando sofreu um acidente químico, sendo banhado por produtos químicos após seu laboratório ser atingido por um raio. Esse acidente fez que ele, assim como Flash/Jay Garrick, fosse capaz de acessar e canalizar o poder vindo da "Força de Aceleração". sendo, a partir desse momento, capaz de correr em uma velocidade fantástica.

## Era de Prata

### Origem (1956)
Em uma noite chuvosa, o policial forense Barry Allen está em seu laboratório lendo as histórias do Flash Jay Garrick, se perguntando como seria ter o poder da velocidade. Enquanto arruma a prateleira com produtos químicos de seu laboratório, o acelerador de partículas explode e ele é atingido por um raio que também faz com que os produtos químicos caiam em cima dele. Apesar de ter sido atingido por um raio e ter o corpo banhado por produtor químicos, Barry sai completamente ileso de qualquer ferimento.
Ele sai de seu laboratório e tenta pegar um táxi. Como o táxi está a alguns metros a frente, ele corre para tentar alcançá-lo, porém acaba correndo muito rápido e indo parar em frente a uma lanchonete. Barry pensa que está tendo alucinações e decide comer algo. Ao se sentar uma garçonete passa próximo a Barry e tropeça, derrubando toda a comida na bandeja. No entanto ao invés de a comida cair nele, Barry vê a comida caindo em câmera lenta e consegue pegar a comida e colocá-la de volta na bandeja. Ele pensa novamente estar se tratando de uma alucinação.
No dia seguinte ele vai se encontrar com sua futura namorada, a repórter Iris West, e vê o que ocorreu na noite passada não foi nenhuma alucinação quando vê uma bala perto de atingir a cabeça de Iris. Ele a impede de ser atingida pelo tiro e são assistidos por um policial que informa que o tiro foi fruto de uma troca de tiros com o Tartaruga. Barry percebe que ganhou o poder da velocidade e decide se tornar o Flash. Ele desenvolve um uniforme que surge de um anel, com uma tecnologia semelhante a de um bote inflável, e vai enfrentar o Tartaruga.
Depois de deter o Tartaruga, ele se torna um herói conhecido em Central City.

### O Kid Flash (1959)
Iris pede a Barry que apareça no laboratório dele, pois iria trazer alguém para conhecê-lo. Iris chega e traz o seu sobrinho, Wally West, que é um grande fã do Flash e presidente do fã clube do Flash na cidade onde ele mora e o grande sonho dele é conhecer o Flash. Barry pede para Iris deixar Wally com ele e buscá-lo à tarde. Ele então diz para o garoto que ocasionalmente o Flash vem visitá-lo e fica numa das salas do laboratório. Ele diz para Wally dar uma olhada, pois pode ser que o Flash esteja lá.
Enquanto o garoto vai abrir a porta, Barry usa sua supervelocidade e entra na sala vestido como o Flash. Quando Wally entra, Flash o cumprimenta, dizendo que está honrado em conhecer o presidente de seu fã-clube. Wally faz várias perguntas a ele, e Flash decide mostrar para Wally como se tornou o Flash. Ele explica que dois anos antes um raio o atingiu, e produtos químicos caíram em cima de si, dando-lhe o poder da velocidade. No entanto, um raio aparece e atinge Wally, e os produtos químicos também caem em cima dele. Flash se pergunta se Wally está bem e o garoto responde que sim.
Curioso para saber se Wally também ganhou poderes, Barry submete o garoto a alguns testes, confirmando que Wally também é agora um velocista. Flash decide fazer um uniforme de Flash para Wally, fazendo com que Wally se torne o Kid Flash.

### Barry Mata Eobard Thawne (1983)
Barry e Iris se casam, mas meses depois ela é morta por Eobard Thawne/Flash Reverso. Barry o enfrenta e o deixa preso na corrente do tempo. Três anos depois, Barry encontra o amor novamente em Fiona Webb e a pede em casamento. Quando chega o dia da cerimônia, um ano depois, Eobard se liberta e enfrenta Barry, disposto a fazer com que esse confronto seja o último. Barry o persegue até o Norte, onde Eobard constrói uma escultura de gelo do rosto de Iris, dizendo que sente falta do belo rosto dela. Barry o persegue novamente, mas Eobard usa as vibrações de sua velocidade para causar uma avalanche. Barry emerge da neve e contra ataca Eobard com fúria total.
Eobard escapa e vai para Miami, usando as vibrações de sua velocidade para causar um maremoto. Barry consegue salvar a todos e impedir o maremoto de causar mais danos. A corrida deles os levam até o Cabo Canaveral, onde está ocorrendo um lançamento de um foguete experimental. Os dois se prendem ao foguete e Barry usa suas vibrações para desmontar o foguete e fazer os dois caírem. Em seguida, ele gira um supervelocidade e faz ele e Eobard caírem no rio. Eobard corre e escreve uma mensagem na areia para Barry, que diz: "Adivinha quem irá matar sua esposa de novo?". Barry então percebe que Eobard irá tentar matar Fiona.
Ele corre o mais rápido possível de Eobard, que está se aproximando de Fiona e próximo de vibrar os dedos no crânio da mesma forma que ele fez com Iris quatro anos antes. Barry o alcança e o agarra, e com o impacto acidentalmente quebra o pescoço de seu maior inimigo.

A morte de Eobard iniciou uma cadeia de eventos que acabou com a vida de Barry, incluindo a revelação para o público de que ele e o Flash eram a mesma pessoa. Mas no meio de todo esse caos, ele descobre que Iris está viva no futuro, já que ela é na verdade nativa do século XXX, e foi enviada para o passado e adotada. Barry decide deixar tudo para trás e viver feliz novamente com o seu grande amor.

### A Flash of Lightning (1986)

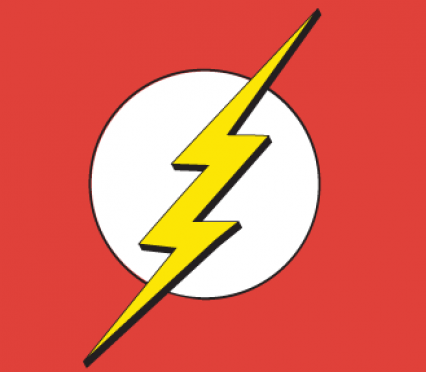
Barry Allen é o segundo, e o mais famoso Flash.

Depois de passar algumas semanas no futuro com Iris, Barry retorna para o presente e avisa Batman de uma ameaça iminente. Após avisá-lo, Barry se desintegra diante de Batman. Porém este Barry que morreu era um Barry do futuro. O Antimonitor sequestra Barry e o traz de volta para o presente, pois já que Barry tem a habilidade de não somente viajar no tempo, mas também para outras dimensões, ele não pode permitir que Barry faça isso. Contudo Barry consegue se libertar e impede o AntiMonitor de usar seu canhão de antimatéria, correndo ao redor dele e criando um vórtex que faz com que Barry absorva a potência do canhão. Mas a potência do canhão juntamente com ele estar correndo o mais rápido possível fazem com que ele se desintegre, restando somente seu uniforme.
Após a derrota do AntiMonitor, um túmulo para Barry é colocado em Central City, e Wally assume para si a tarefa de ser o Flash.

## Pós-Crise
Após a saga Crise nas Infinitas Terras, a história de Barry antes da Crise permaneceu a mesma, salvo algumas leves alterações. Barry é com frequência mencionado nas histórias do Flash (protagonizadas por Wally) e chega a aparecer em algumas histórias, com algumas sendo em flashbacks e outras sendo uma versão passada dele de pouco antes de ele ser morto na Crise. Porém ele retorna à vida em Crise Final.

### O Retorno de Barry Allen (1993)
Anos depois após sua morte, Barry aparentemente retorna à vida e encontra Wally e Jay, que ficam surpresos por ele estar vivo. Uma semana depois, Hal Jordan vai conversar com ele e Barry conta a Hal que seu corpo se materializou após a luta de Wally com o novo Doutor Alquimia e que ele ficou dias vagando pelas ruas sem memória, até se deparar com a estátua do Flash no Museu do Flash e se lembrar de quem era. Hal pergunta a ele se ele lembra de mais alguma coisa e ele diz se lembrar de um julgamento e de sua última missão, mas fora isso suas memórias continuam embaralhadas.
Enquanto Hal sai voando, Wally recebe a visita do Flautista. Barry tenta atacá-lo, mas Wally o impede dizendo que o Flautista não é mais um vilão e também revelando que a identidade dele é pública. O Flautista informa que há um novo criminoso na cidade que trouxe três assassinos contratados para matar o chefe do crime Jack Giacomo. Wally veste o seu novo uniforme de Flash e Barry, surpreso, pergunta se Wally agora se chama apenas de Flash, ao que Wally responde que sim. Os dois vão investigar e encontram Jack em um circo, que esnoba os avisos deles, o que frustra Wally, mas Barry o lembra que eles apenas tem que fazer o trabalho deles. Juntos os dois localizam dois atiradores. Ao buscarem o terceiro eles seguem Giacomo para dentro da Casa de Espelhos, mas conseguem localizar o terceiro atirador antes que ele possa assassinar Giacomo. Wally e Barry os entregam à polícia e Barry sai correndo, dizendo que tem que fazer algo.
Ele o segue e vê Barry visitando o túmulo de Iris, dizendo o quanto sente a falta dela e o quanto está orgulhoso do homem que Wally se tornou, mas lamenta que ele não acredite que ele realmente está de volta. Wally caminha até ele dizendo que agora acredita e se desculpa por não ter acreditado antes, explicando que superar a morte dele foi um processo difícil que deixou uma ferida que nunca cicatrizou. Ele também diz que o fato de Barry não ter mencionado a Iris antes foi o que fez ele suspeitar se ele havia de fato voltado, e Barry explica que não a mencionou por estar com raiva de ele ter voltado à vida e ela não. Ele também diz que agora não adianta lamentar, mas sim aproveitar a segunda chance de vida que recebeu.
Dias depois, Wally encontra Barry em um beco e pergunta por que ele está ali. Barry explica que ter ficado fora por tanto tempo o deixou desorientado, pois ele para Wally ele esteve fora por anos, mas para ele foi como um piscar de olhos, e ele veio para este beco porque enquanto caminhava por ele sentiu que havia algo que poderia lhe dar uma pista do que aconteceu entre sua morte e ressurreição. Eles vão para o local do galpão e Barry pretende atravessar a parede, mas Wally diz que ele não deve fazer isso e Jay concorda, dizendo que se ele atravessar ele poderia acionar um detonador. Os assaltantes saem do galpão com armamento pesado e os atacam. Um deles ataca Wally, quase ferindo-o mortalmente. Barry furiosamente vai até o criminoso e o ataca brutalmente. Wally se recompõe e impede Barry de ir longe demais, mas fica desconcertado ao ouvir Barry gritando que ele é o Flash.
No dia seguinte Barry e Wally seguem uma pista que o Flautista deu sobre a localização do QG dos criminosos que eles enfrentaram. Eles vão até o prédio e encontram o líder do grupo, mas ao tentarem pegá-lo, o líder se revela apenas um holograma que ativa um campo de força. O campo de força começa a encolher e eles tentam achar uma forma de escapar. Barry tenta vibrar para fora do campo, mas o campo se adapta à sua vibração. Wally então descobre que consegue manter a frequência vibracional por um curto período de tempo, assim ele consegue abrir caminho para Barry sair. Quando Barry sai, uma pane é causada nos sensores do campo de força deixando-o mais fraco. Wally pede que Barry o tire, mas ele se recusa, dizendo que Wally roubou o nome dele e tentou fazer o mundo esquecer dele e que irá fazer Central City pagar por ter se esquecido dele. Ele sai de lá para deixar Wally morrer e dá uma coletiva de imprensa dizendo que Wally faleceu.
Após isso, Barry começa a ficar cada vez mais insano e ataca tanto Central City. Hal, Jay, Johnny Quick e Max Mercúrio o enfrentam, mas todos são derrotados. Mais tarde Wally o enfrenta e confronta Barry com a verdade de que ele não é de fato Barry, mas sim Eobard Thawne. Wally pergunta como Eobard está vivo já que Barry o matou anos antes, e Eobard explica que ainda não conheceu Barry Allen. Eobard explica que ele é do ano de 2460, um tempo em que os heróis além de serem coisa do passado são desnecessários pela sociedade ser eficazmente segura. Por toda a vida dele ele quis conhecer outros heróis, mas o que sempre lhe chamou mais a atenção foi Barry Allen, devido ao sacrifício que ele fez para salvar a humanidade. Ele leu e releu a biografia de Barry, fez uma cirurgia plástica para ter o rosto dele e usou a fortuna dele para recriar o acidente que o transformou no Flash. Quando ele encontrou a esteira cósmica em uma loja de antiguidades, ele viu a oportunidade perfeita para voltar ao passado e conhecer Barry, mas ao usá-la, além de quase ter morrido, ele chegou na era errada, na era em que Barry já estava morto há anos. Ele então foi para o Museu do Flash, tendo a ideia de assumir a identidade dele para continuar o legado dele, porém quando ele descobriu que além de estar destinado a se tornar o maior inimigo de Barry também seria morto por ele, ele ficou tão abalado que acabou mesmo acreditando ser Barry, e agora pretende ficar no passado, pois assim evitará ser morto.
Durante a luta, Eobard sequestra Linda, a namorada de Wally, que está apresentando um programa ao vivo e revela que foi ele quem causou todo o caos e não Barry. Depois de uma luta árdua, Wally consegue derrotá-lo e o faz voltar para o futuro.

### Cobalto Azul e Corrente Elétrica (1998-1999)
No período em que Wally ainda era o Kid Flash, ele e Barry enfrentaram um inimigo chamado Cobalto Azul. Quase uma década depois o Cobalto Azul ressurge e ele se revela como sendo Malcom Thawne, o irmão gêmeo perdido de Barry. Malcom conta que na noite que Nora Allen os deu à luz, o médico que realizou o parto deu Malcom para os Thawne pois estava bêbado ao realizar o parto e assassinou o bebê acidentalmente, e mentiu para os Allen dizendo que Malcom tinha morrido. Na adolescência Malcom descobriu que era adotado e ao atingir a idade adulta foi encontrar Barry, mas não conseguiu falar com ele porque ele se ressentiu por Barry ter uma vida melhor que a dele. Ele passou a trabalhar no Departamento de Polícia de Central City como faxineiro e presenciou o momento que Barry foi atingido por um raio. Ainda mais ressentido por Barry ter ganhado poderes, ele decidiu ter acesso ao poder da chama azul que os Thawne tinham, canalizando todo o seu ódio por Barry em uma pedra de cobalto.
Wally consegue derrotar Malcom, mas Malcom lança uma maldição em todos os Flashes. Wally se comunica com vários Flashes de diferentes períodos temporais para alertá-los da maldição de cobalto, e cada um desses Flashes estava enfrentando um Cobalto Azul, que embora fosse indivíduos diferentes, todos eles estavam possuídos pela essência de Malcom. No entanto, quando Wally chega ao século XXX acompanhado dos outros Flashes, todos eles são possuídos pela essência de Malcom e agridem brutalmente Wally. Barry vem ajudá-lo, e após ouvir um deles chamando-o de West pergunta se ele é Wally. ao que Wally responde que sim. Os dois então enfrentam juntos a legião de Flashes, mas por serem muitos, Wally os despista e foge com Barry para o Museu do Flash, que está com robôs para proteger o local já que o local está fechado. Wally pergunta se há mais alguma sistema de defesa e Barry responde que nunca veio para o Museu, pois há coisas ali que ele não está pronto para saber. Wally diz que Barry está certo e pede desculpas, mas que não teve outra opção. Wally pega um dos aparatos do Mestre dos Espelhos para torná-los invisíveis, assim quando os dois dos Flashes entram no museu eles não os veem. Barry pergunta quando Jay se tornou mal e Wally explica que isso aconteceu há poucos minutos em função do fragmento de uma pedra de um vilão chamado Cobalto Azul, que depositou seu espírito e sua raiva na pedra. Barry pergunta se Wally tem alguma ideia de como detê-los e Wally pergunta se há algum herói a quem eles possam recorrer. Barry responde dizendo que não, e que a única pessoa que ele conhece ali é Iris e eles não devem envolvê-la nisso de jeito nenhum, embora ela se orgulharia do quão longe Wally chegou.
Wally fica embaraçado com o que Barry disse e Barry justifica dizendo que foi impressionante o modo com Wally lidou com a situação. Wally grita dizendo que sente muito, e Barry diz que não está ofendido, mas orgulhoso de Wally ter assumido o manto de Flash. Barry diz a Wally que passou pela mesma situação em relação a Jay, pois no período em que foi atingido pelo raio, Jay havia desaparecido, e além dele ter tomado o nome para si, ele também mudou o visual do uniforme, sem contar a imprensa enfatizando o quanto ele era mais rápido que Jay quando ele estava em se auge. Isso tudo pesou quando eles se conheceram de verdade pela primeira vez, com Barry sentindo medo de que Jay fosse ter algum ressentimento, mas ele acabou aprovando Barry se tornar o Flash dizendo que agora poderia finalmente relaxar.
Os dois conversam sobre o que farão agora para deter os Flashes e Wally decide usar a arma do Capitão Frio para primeiro libertar Jay da influência do Cobalto Azul. Ele atira em Jay, congelando o seu tronco, e quebra o bloco de gelo que se formou ao redor já que em seu peito estava o fragmento da pedra de cobalto azul. Com Jay livre da influência do Cobalto Azul, Barry lidera Jay e Wally para que juntos enviem uma frequência vibratória de forma a desprender os fragmentos da pedra de cobalto azul dos Flashes. Quando eles conseguem todos eles voltam para suas linhas do tempo respectivas, restando apenas Barry e Wally. Wally, feliz, diz o quanto a aventura de hoje significou para ele e que haja o que houver os últimos dias de Barry serão os mais felizes que ele terá. O Pária de repente aparece dizendo que não haverá futuro, apenas noites sem fim. Wally diz que isso é impossível, pois a Crise já aconteceu. Confuso, Barry pergunta do que se trata e Wally diz que não sabe o que é. Pária desaparece e o espírito de Malcom surge na forma de uma chama azul, aproveitando que Barry e Wally estão distraídos, e lança sua chama em Barry incinerando-o antes que Wally possa fazer alguma. Com Barry morto, a história muda e Wally testemunha o Antimonitor ressurgir.
Wally consegue voltar no tempo e salva Barry antes de ele ser atingido pela chama de Malcom e restaura a linha do tempo.

### Zoom (2003)
Após enfrentar Hunter Zolomon e Linda perder os bebês, Wally visita o túmulo de Barry e lamenta por ter revelado sua identidade secreta, pois após ter feito isso as pessoas que ele ama viraram alvos constantes. Ele diz que está desistindo de ser o Flash e Barry aparece ali com sua esteira cósmica. Barry diz que saiu de sua aposentadoria no futuro apenas para ver ele, e que este será o primeiro de três dias difíceis na vida de Wally. Wally pergunta se ele veio mesmo do futuro e Barry responde que daqui a alguns dias ele viajará para o passado se sacrificar e salvar o mundo, mas que está bem com isso pois ele já fez a parte dele. Wally diz que não entende o que está acontecendo e Barry explica que Wally passou por muita e isso pode destruir o que ele passou tanto tempo construindo que é ele próprio, e ele não pode deixar isso acontecer.
Wally diz a Barry que Hunter estava certo, que ele deveria ter voltado no tempo para ajudar um amigo, mas Barry diz que Wally estava certo pois não se pode mudar a história, e que ele não está ali para mudar a história, que ele tem que seguir em frente e aprender de seus erros. Barry diz que está apenas ali para apoiar a decisão dele. Wally pergunta de que decisão ele está falando e Barry explica que por mais que ele queira ajudá-lo ele só pode assistir e ouvir, mas diz que alguém já o ouviu. Eles vão para o túmulo de Hal Jordan e Barry diz que quem irá ajudá-lo é um velho amigo deles. Hal aparece na forma de Espectro e muda para sua forma humana. Ele cumprimenta Barry, dizendo que é muito bom vê-lo e Barry diz o mesmo.
Wally diz que Hal pode trazer os gêmeos de volta, mas Hal diz que ele não pode ressuscitar os mortos e também não pode mudar a história, mas que ele pode ajudar e pode dar o desejo dele. Wally pergunta de que desejo ele está falando e Hal responde que Wally se arrepende de ter revelado a identidade dele ao mundo, e que ele não pode impedir isso de acontecer, mas pode consertar isso fazendo com que ninguém se lembre que Wally é o Flash nem que Barry era o Flash. Wally diz para Barry que eles não podem se esquecer dele e Barry diz que Wally assumiu o manto de Flash para manter a memória dele viva, mas que essa não era a razão correta para ser o Flash e que Wally tinha que deixar isso de lado, pois ser um herói não significa ser venerado, mas sim usar os poderes que se tem para ajudar o maior número de pessoas possíveis.
Barry abraça Wally e diz o quanto está orgulhoso dele. Wally aceita a oferta de Hal e ele diz a Wally para correr enquanto ele cuida do resto. Os dois veem Wally correr enquanto Hal começa a alterar a realidade, e antes de partir Barry diz a Hal que ele está no caminho certo, ao que Hal pergunta de que caminho ele está falando.

### O Segredo de Barry Allen (2004-2005)
Algum tempo após a morte de Iris, Barry se reuniu com a Liga da Justiça para votar por uma decisão radical: usar os poderes de Zatanna para fazer uma lavagem cerebral no Doutor Luz, que havia estuprado Sue Dibny, a esposa de Ralph Dibny. Barry foi o último a votar e acabou optando por aprovar a medida. Algum tempo após isso Roscoe Dillon, mais conhecido como Pião, havia falecido e de alguma forma conseguiu o poder de transferir sua mente para outros corpos. O primeiro corpo foi o pai de Barry, Henry Allen, que havia sofrido um acidente fatal e ficado sem batimentos cardíacos por alguns segundos. O tempo que Henry ficou "morto" foi o suficiente para Roscoe se apoderar do corpo de Henry e ele viveu por algum tempo como Henry até que se revelou para Barry.
Após Barry ter conseguido "exorcizar " Roscoe de seu pai, ele foi parar no corpo de um jovem milionário que também havia sofrido uma parada cardíaca. Sabendo da identidade secreta do Flash, Roscoe continuou a atacar Barry e gota d'água foi quando Barry flagrou Roscoe desenterrando o corpo de Iris. Depois de derrotá-lo, Barry leva Roscoe, que estava inconsciente, até a Torre da Liga e pede para que Zatanna realize um procedimento semelhante ao que fora feito com Luz, mas fazendo com que Roscoe se torne alguém bom. Carter Hall, Ray Palmer e Oliver Queen não foram favoráveis à ideia de Barry, mas ele a justifica dizendo que deles quatro, os inimigos dele é quem são os mais perigosos e ele não pode permitir que mais algum descubra sua identidade e ameace aqueles que o amam.
Zatanna o ajuda e Roscoe despertou sentindo vergonha de seus atos e querendo fazer o bem. Ele e Barry passam a combater o crime juntos e até mesmo enfrentam juntos a Galeria de Vilões. Em uma das ocasiões Roscoe conta a Barry que desde criança ele sempre se viu forçado a ter que ser o melhor tudo e que queria ser um herói digno. As palavras dele fazem com que Barry comece a ver que a lavagem cerebral possa não ter sido a ideia, e isso se confirma quando Roscoe acaba enlouquecendo. Barry o derrota e o leva para Zatanna para que ela desfaça a lavagem cerebral.
No período após o seu julgamento na acusação da morte de Eobard e antes de ir para o futuro para se reencontrar com Iris, Barry escreve uma carta para Wally, relatando o ocorrido e expressando na carta o quanto Wally significou para ele, tendo sido um filho para ele e que ele o perdoe pelo que ele fez. Oliver dá a carta para Wally quase uma década depois do ocorrido.

### Guerra da Galeria de Vilões (2005)
Hunter Zolomon, que era um amigo de Wally até se tornar o novo Flash Reverso, tira Eobard do momento em que ele seria assassinado por Barry e o leva para o futuro para que juntos façam Wally reviver o pior momento da vida de Wally: quando Linda Park, esposa de Wally que estava grávida de gêmeos, foi atacada por Hunter e perdeu os bebês. Enquanto os dois obrigam Wally a reviver aquele momento, um feixe de energia aparece do lado deles e Barry surge com sua esteira cósmica, dizendo que procurou Eobard em todo lugar.
Ele salta de sua esteira cósmica e empurra Eobard de sua esteira, jogando-o na sacada de um prédio próximo dali. Barry volta para a esteira de Eobard e agarra Wally, levando-o para o telhado de um prédio. Barry pergunta se o Wally é o Flash e diz que a roupa ficou bem nele, apesar de ele ter mudado o cinto. Ele explica que seguiu a trilha de táquion da esteira cósmica de Eobard até o futuro e nota Hunter, ao que Wally explica que Hunter é um novo Zoom. Barry olha para baixo, vendo Hunter e Wally ali e pergunta a respeito, e Wally explica que os dois ali são ele e Hunter de meses no passado e que o que está ocorrendo foi um dia ruim na vida dele. Barry diz para Wally não lhe explicar mais nada e diz que eles têm que deter os inimigos deles e sair de lá o mais rápido possível para não mexer com o tempo já que eles são anomalias temporais no momento.
Barry diz para Wally lidar com Hunter enquanto ele lida com Eobard e diz para Wally se cuidar. Vendo Barry se aproximando, Eobard pergunta se ele veio levá-lo para casa e Barry responde que veio para detê-lo de uma vez por todas, pois uma coisa é ameaçá-lo, mas ameaçar a quem ele ama é passar dos limites. Wally chama Barry, mas é atacado por Hunter, enquanto Barry, usando a sua esteira cósmica, retorna com Eobard para o passado e o mata.

### Crise Infinita e Crise Final (2006, 2008)
Quando Bart está enfrentando o Superboy Prime, Barry surge da Força de Aceleração e arrasta o Superboy para dentro dela. Meses depois do ocorrido, Jay e Wally sentem vibrações, que Jay diz serem familiares e reconhece a origem dessas vibrações. Um vórtice de abre de onde Barry surge, perseguindo uma bala e fugindo do Corredor Negro, gritando para Jay e Wally correrem. Ao correrem tão rápido, Barry e Wally aceleram um mês no futuro, e descobrem que Darkseid conquistou o mundo. Eles logo são descobertos por um grupo de Fúrias Femininas que na verdade eram Mulher Maravilha, Batwoman, Mulher-Gato e Giganta, que haviam sido corrompidas por Darkseid. Fugindo delas, eles vão para o apartamento de Íris, que se tornou escrava da Equação AntiVida. Barry se aproxima dela e a beija, com seu amor e seu poder advindo da Força de Aceleração quebrando a conexão dela com a Equação AntiVida. Ele garante a Iris que tudo vai ficar bem.
Para impedir que esse futuro aconteça, Barry elabora um plano: liderar o Corredor Negro até o presente e levá-lo a Darkseid, para que Corredor pegue a alma dele. Barry e Wally levam o Corredor Negro à base de Darkseid em Bludhaven. Consciente da ameaça representada pelos velocistas, Darkseid usa seus Raios Ômega, mas os dois escapam pelo portal do tempo. No último segundo, Barry diz a Wally para se salvar, mas ambos retornam ao presente e dão de cara com Superman e vibram em Darkseid, fazendo com que os Raios Ômega atingem Darkseid e permitindo que o Corredor Negro remova a essência de Darkseid presente em Dan Turpin, aniquilando de vez o ditador de Apokolips.

### Renascimento (2009-2010)
Embora sua família e amigos estão muito felizes por ele estar de volta, o próprio Barry está desconfortável coma a situação por não ter ideia de como escapou da Força de Aceleração. Decidido a não perder esta segunda chance, Barry vai para o Museu do Flash para começar a recuperar o tempo perdido. Enquanto isso, ele se encontra com seu velho amigo, Hal Jordan, que também morreu e voltou. Barry discute seu desconforto em relação a seu retorno com Hal, e como ele sentiu que não precisava voltar. Barry diz a Hal para avisar Wally e Jay que ele não estava indo para as comemorações feitas em homenagem ao seu retorno. Enquanto corria, um velocista que Wally tinha encontrado chamado Savitar escapa da Força de Aceleração e vai atrás de Barry. Quando Barry consegue capturá-lo, Savitar se desintegra diante de seus olhos.
Mais tarde, Barry e Wally encontram o Flash Negro aparentemente morto. Em seguida, Barry se torna o novo Flash Negro. Quando ele percebe que sua presença poderia danificar ou matar outros inocentes, Barry foge de volta para a Força de Aceleração, onde ele encontra os velhos amigos, Johnny Quick e Max Mercúrio. Max tenta dizer a Barry que ele ter se tornado o Flash Negro não é culpa dele, e quando Max e Barry são puxados para outro campo da Força de Aceleração, o verdadeiro culpado se revela: Professor Zoom.
Zoom revela a profundidade de seu plano: depois que Barry rapidamente auxiliou Bart a enfrentar o Superboy Prime durante a Crise Infinita, Thawne foi capaz de enviar um pulso subliminar na Força de Aceleração para chamar de volta o que foi deixado da consciência de Barry. Esta situação levou ao reaparecimento do herói durante a Crise Final. Depois, Zoom se transforma em um novo tipo de velocista, criando a Força de Aceleração Negativa para contaminar Barry e os outros. Antes que Barry possa continuar lutando, Zoom desaparece. Wally entra na Força de Aceleração para recuperar seu tio, e depois disso, Max revela que Barry inconscientemente longo de sua carreira para criar a Força de Aceleração normal. Todos os velocistas se unem e vão atrás de Zoom.
Os sete velocistas enfrentam Zoom, e apesar de estar em desvantagem numérica, Zoom derrota Barry. Ele revela ser o responsável por tudo de horrível que aconteceu com a vida de Barry, incluindo o assassinato da mãe dele, Nora Allen. Ele, então, decide destruir tudo matando a esposa de Barry, Iris, antes que eles se conheçam.
Barry persegue Zoom, e é acompanhado por Wally, que diz a Barry para correr ao máximo ao ponto de quebrar a barreira do tempo. Fazendo isso, eles chegam a Thawne, tornando-se o raio que transforma Barry no Flash, e em seguida são capazes de deter Zoom. Os dois Flashs trazem Zoom de volta ao presente, e buscam o auxílio da Liga da Justiça, da Sociedade da Justiça e os Renegados para construir um dispositivo específico para Thawne, que corta sua conexão com a Força de Aceleração que ele criou, desta forma fazendo-o perder seus poderes. Com o fim da ameaça, todo mundo comemora, acolhendo Barry de volta e os velocistas em geral. Mais tarde, Barry encerra o caso sobre a morte de sua mãe e opta por tomar todos os outros casos que aconteceram após a sua morte. Barry passa algum tempo com Iris, antes de ir para Washington e comemorar o seu retorno com a Liga da Justiça, se desculpando pelo atraso.

### A Noite Mais Densa (2009-2010)
Barry e Hal estão diante do túmulo de Bruce Wayne em Gotham City, e conversam sobre suas mortes, em que Hal diz que enquanto Barry morreu um santo ele morreu um pecador, e em como o mundo se tornou um lugar mais violento após a morte de Barry e em como as mortes de Arthur Curry e Caçador de Marte arrasaram a Liga da Justiça.
Após enfrentarem o Caçador de Marte e outros que retornaram como Lanternas Negros, Barry junto com Wally e Bart percorrem todo o mundo para alertar todos os super-heróis da ameaça dos Lanternas Negros. Durante o trajeto, Barry enfrenta Eobard, que também retornou como Lanterna Negro. Chegando em Coast City, onde ele presencia a chegada de Nekron, o lorde demoníaco dos Lanternas Negros, acompanhado de seus discípulos e seus discípulos Scar e Mão Negra, e que todos os heróis ressuscitados estão vinculados a ele porque ele permitiu-lhes viver novamente. E, como tal, pertencem a ele. Nekron então lança vários anéis negros para tornar os heróis ressuscitados em Lanternas Negros. Barry logo se vê sendo alvo de um anel negro e é forçado a fugir ou se juntar a outros como Lanterna Negro.
Quando alguns dos heróis se juntam a outras tropas para enfrentar Nekron, Barry é escolhido para ser o Lanterna Azul. Na batalha final, Barry se torna temporariamente um Lanterna Branco.

### Ponto de Ignição (2011)
Barry acorda em seu escritório e descobre que sua mãe está viva, ele e Iris não são casados e que ele está sem poderes. Barry vai até Gotham City e entra na Batcaverna para procurar o Batman, mas é atacado pelo mesmo. Barry tenta se explicar dizendo que sabe quem é o Batman, no entanto ele descobre que quem é o Batman não é Bruce, mas sim o pai dele, Thomas Wayne.
Nisso ele descobre que a realidade foi alterada. Com a ajuda de Thomas, Barry constrói uma cadeira elétrica que iria recriar o acidente que o transformou em Flash. A primeira tentativa não dá certo, deixando Barry com queimaduras de terceiro grau, já a segunda restaura seus poderes.
Os dois tentam reunir os heróis para salvar a realidade. Barry enfrenta Zoom, que revela que essa nova realidade foi criada pelo próprio Barry quando ele impediu Zoom de matar sua mãe. Enquanto Zoom perturba Barry, ele é morto por Thomas. Thomas agradece a Barry por tudo e lhe pede para entregar uma carta para Bruce. Ele então viaja no tempo se fundindo com sua versão jovem, assim impedindo-se de deter Zoom. Após restaurar a realidade, Barry entrega a carta de Thomas para Bruce.

## Novo Universo DC
Nesta nova realidade, Barry não é casado com Iris, mas sim está em um relacionamento amoroso com Patty Spivot. Seu encontro com a Liga também é diferente. Apesar de já conhecer Hal, ele conhece Batman após ajudar ele e Hal a enfrentar um temperamental Superman.

### Origem (2012)
Quando era uma criança, os pais de Barry eram separados. Certo dia quando seu pai iria levá-lo para um evento na escola, ele tinha conversado com a mãe de Barry. Enquanto esperava no carro várias viaturas apareceram. Barry vai até a cozinha e encontra sua mãe morta. Seu pai é levado preso sendo acusado de tê-la assassinado.
Anos depois, Barry se torna policial forense, com o objetivo de tirar seu pai da cadeia já que ele alegava inocência. Certo dia estava chovendo extremamente  forte em Central City. Enquanto estava no escritório, ainda procurando uma maneira de provar a inocência do seu pai, ele começa a ficar frustrado. Um raio surge e o atinge, lançando-o em direção aos compostos químicos do local, queimando seu corpo.
Enquanto estava em coma no hospital, Barry recebeu visitas de seu amigo de infância Manuel Lago e do Capitão Frye, seu chefe e amigo íntimo de sua mãe (provavelmente ele teve um romance com a mãe de Barry) que revela que o pai dele assumiu a culpa pelo assassinato. Enquanto delirava, Barry acaba acordando na África, sem perceber que tinha corrido até lá inconscientemente. Três semanas depois ele retorna a Central City. Com a onda de violência que está se espalhando pela cidade, Barry decide usar suas novas habilidades para ajudar a polícia. Depois de vários rascunhos ele consegue desenvolver o uniforme e o anel para acioná-lo quando fosse necessário.
Quando uma rebelião ocorre na cadeia onde o pai de Barry está preso, o mesmo aproveita para escapar. Entretanto Barry, com seu uniforme vermelho, impede a fuga de todos os presos. A partir daí, o Flash nasce.

### Conhecendo Outros Heróis (2011)
Pouco tempo depois de ter surgido, Flash é considerado um criminoso, tanto que a prioridade na polícia se torna capturar o Flash.
Quando o Batman e o Lanterna Verde enfrentam Superman, Hal liga para o Barry pedindo ajuda. Como o Flash, Barry surge para auxiliar os dois na luta contra o homem de aço. Depois que a briga se encerra, os quatro heróis se escondem em uma fábrica abandonada onde discutem sobre a origem de uma misteriosa caixa que havia sido trazida por alienígenas. Flash se oferece para levar a caixa para análise, porém, a caixa abre um portal para outros alienígenas.
Enquanto eles os enfrentam, Mulher-Maravilha, Aquaman e Ciborgue se juntam à batalha, onde o responsável pela invasão surge: Darkseid. Darkseid usa os raios ômega para atacar Flash e Superman Enquanto Batman se deixa ser levado por uns dos alienígenas para resgatar o Superman, Flash auxilia os outros na batalha. Com Superman trazido de volta, eles conseguem derrotar Darkseid, enviando-o de volta para Apokolips.
Com o encerramento da batalha, pela primeira vez eles são parabenizados pelos seus atos. No dia seguinte, enquanto são parabenizados pelo presidente dos Estados Unidos, eles discutem o futuro do grupo eles. O presidente recebe um chamado de outra ameaça está ocorrendo e pergunta a eles qual é o nome do grupo. Nisso Flash diz que podem chamá-los de o Super Septeto. Porém, devido ao livro de Davida Graves, eles são chamados de Liga da Justiça.

### O Renascimento de Wally (2016)
Enquanto corre por Central City, Barry é perseguido por um raio que aparece diante dele na forma de um jovem. Ele diz que Barry não sabe quem ele é e que ele não irá se lembrar. Ele diz que Barry deve procurar o Batman e avisar que alguém infectou a história e que todos eles esqueceram coisas. Barry pergunta para o jovem quem ele é e o jovem apenas agradece pela vida que deu a Barry e se despede dele enquanto é sugado para a Força de Aceleração. Barry então se lembra de quem é o jovem: Wally West.
Barry pega a mão de Wally, conseguindo puxá-lo para fora da Força de Aceleração e o abraça, desculpando-se por ter se esquecido dele. Ele diz que agora se lembra de tudo, que ele era o sobrinho de Iris que veio para visitar Central City e após um acidente semelhante ao de Barry se tornou o Kid Flash e formou os Jovens Titãs, desaparecendo algum tempo depois. Wally diz que mais coisas desapareceram e que dez anos da história de todos foram tiradas deles e isso aconteceu após o Ponto de Ignição. Barry pergunta se isso foi culpa dele e Wally responde que não, que outra pessoa foi responsável.

## Aparência e personalidade
Barry Allen é um homem branco loiro de olhos azuis. Sua altura e peso até antes de Ponto de Ignição eram respectivamente 1,56 cm e 81 kg, já após Ponto de Ignição sua altura e peso são respectivamente 1,83 cm e 88 kg. Comumente Barry é caracterizado como "o cara legal", buscando sempre ajudar quando pode, seja como ele próprio ou como o Flash, além de ser uma pessoa carismática e otimista. Barry é alguém que gosta de seguir regras e evita ser impulsivo, apesar de ter tido ocasiões nas quais ele agiu sem pensar como quando matou Eobard Thawne ou então quando voltou no tempo para impedir que sua mãe fosse morta por Eobard o que resultou na mudança da realidade. Comumente Barry é também caracterizado como sendo um homem conservador, tendo bastante respeito pelas autoridades e ter declarado em uma ocasião apoiar a pena de morte.

## Em Outras Mídias

### Séries

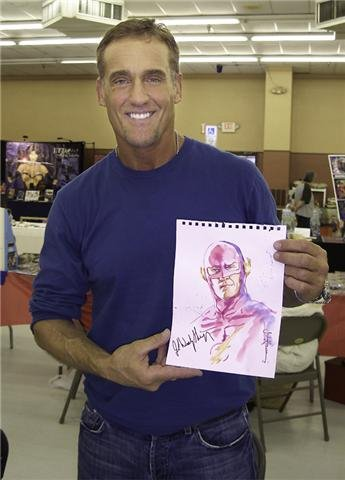
John Wesley Shipp interpretou Barry Allen na série The Flash de 1990 e interpreta Henry Allen, o pai de Barry, na série The Flash de 2014.

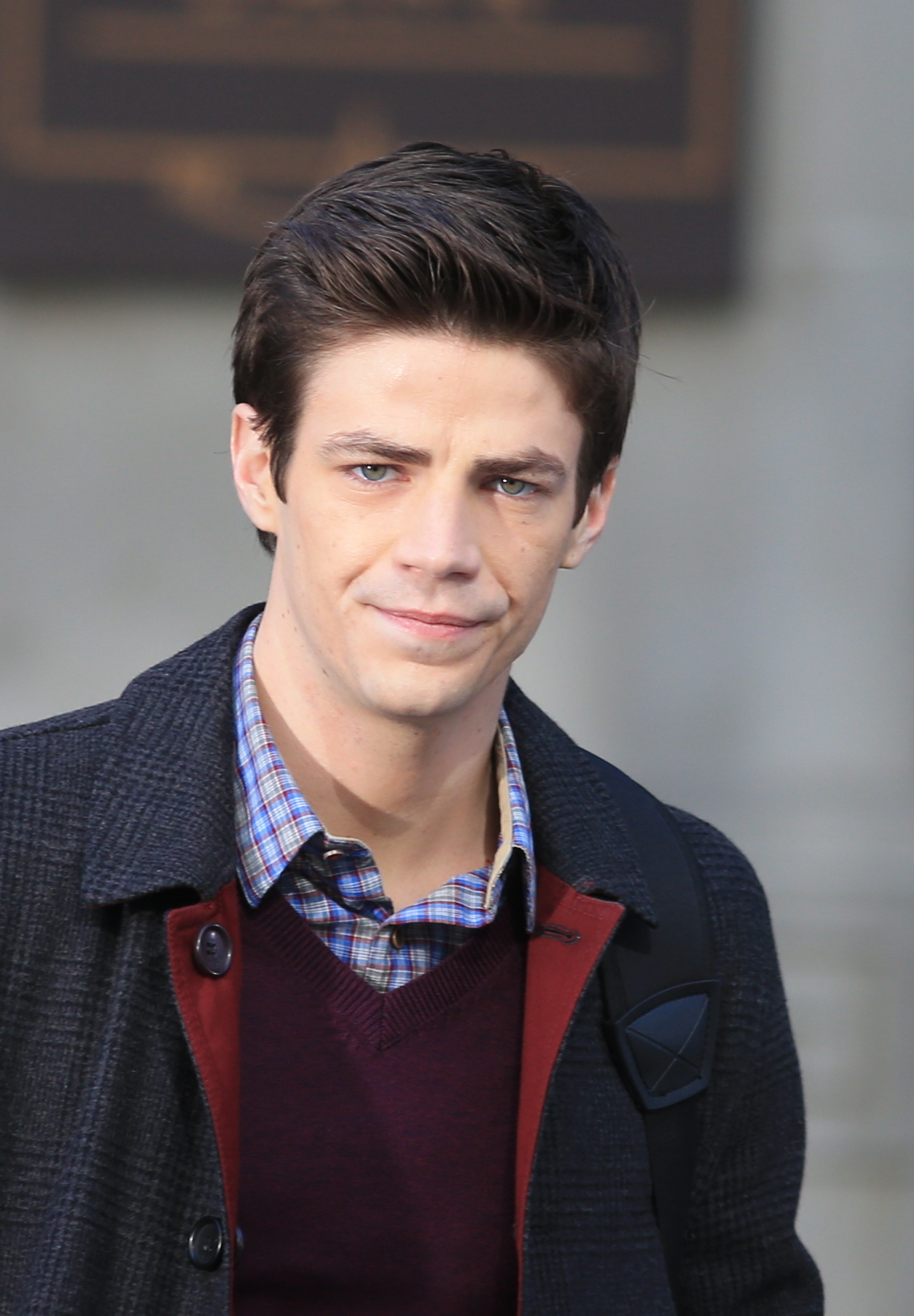
Grant Gustin como Barry Allen em The Flash.

- Em The Flash, Barry Allen (John Wesley Shipp) é um policial forense, cujo pai, Henry Allen, é um policial aposentado e não vê Barry como um policial de verdade, e o seu irmão, Jay Allen, é o capitão da polícia. Enquanto estava no laboratório fazendo uma investigação de uma cena de crime, um raio atravessa a janela e atinge Barry, jogando-o contra uma prateleira de produtos químicos. Barry fica desacordado a noite inteira, mas no dia seguinte, no hospital, para a surpresa de seus familiares e de seu médico, ele acorda bem. Com o passar dos dias, Barry foi notando algumas mudanças em seu corpo, e elas ficaram mais evidentes, quando ao tentar pegar um ônibus, ele acabou atravessando quase toda a cidade até chegar na praia em questão de segundos. Querendo saber o que houve, Barry marca uma consulta no STAR Labs, onde conhece a Dra. Tina McGee (Amanda Pays), que o auxilia a explorar e a controlar os poderes dele. Durante uma noite, o irmão de Barry, Jay é assassinado em uma emboscada realizada por um homem chamado Pike, um policial que virou criminoso, e sua gangue, os Riders. Querendo vingar a morte de seu irmão, Barry pede a Tina para que crie um uniforme para ele, e, usando esse uniforme, Barry consegue capturar um dos membros da gangue, que é a namorada de Pike. Após o interrogatório e vasculhar a cidade inteira, Barry encontra o esconderijo de Pike e sua gangue. Quando o criminoso e sua gangue atacam novamente, Barry consegue derrotar a todos, incluindo Pike. A partir disso, ele, em parceria com Tina, passa a proteger Central City como o Flash.
- Em The Flash no episódio 2.13 intitulado "Welcome to Earth 2", quando Barry (Grant Gustin), Cisco e Wells viajam para a Terra 2, eles atravessam o multiverso e veem vislumbres de várias terras. Em um desses vislumbres aparece o Flash da série de 1990.
- Em Smallville 4 temporada episódio 5.

#### Universo Televisivo da DC (2013-)
Barry Allen no Universo Televisivo da DC (ou Arrowverse) é interpretado por Grant Gustin. Sua primeira aparição foi em Arrow e depois em The Flash. Ele também tem participações recorrentes em Supergirl e Legends of Tomorrow.
- Em Arrow Barry aparece nos episódios 2.08 e 2.09 intitulados The Scientist e Three Ghosts, sendo interpretado por Grant Gustin. Ele é um detetive forense que aparece em Starling City para investigar um crime semelhante a um outro que ocorreu em Central City. Barry auxilia Felicity Smoak na investigação do mascarado, que seria revelado como sendo Cyrus Gold que roubou uma centrífuga na Queen Consolidações. Após Diggle, a pedido de Oliver, investigar sobre Barry, Oliver obriga Barry a dizer quem ele realmente é. Barry diz que é um assistente de laboratório da polícia científica e quer tentar conseguir a inocência do pai, acusado de matar sua mãe quando era criança. Barry também diz que viu o verdadeiro assassino e disse que era uma criatura veloz. Barry acaba sendo obrigado a pegar um trem para voltar para Central City, mas chega atrasado. Sentado no banco da estação, ele desmaia após ser atingido por um dardo e acorda no esconderijo do Arqueiro, onde Felicity pede a ajuda dele para salvar Oliver que acabara de ser envenenado. Após Oliver conseguir derrotar o Cyrus, Barry deixa Starling City, deixando para Oliver uma máscara para ele usar em suas missões como o Arqueiro. De volta a Central City, Barry volta para sua casa, de onde vê a ativação do Acelerador de Partículas que acaba lançando um raio que o atinge e o arremessa contra uma prateleira de compostos químicos.
- Em The Flash, aos 11 anos de idade, Barry (interpretado por Gustin) viu sua mãe, Nora Allen (Michelle Harrison), ser assassinada por um homem dentro de um vórtice. Após o acontecimento, o pai de Barry, Henry Allen (John Wesley Shipp, que interpretou o Barry na série de 1990) foi preso, sendo acusado pelo assassinato de Nora, enquanto que Barry é adotado pelo Detetive Joe West (Jesse L. Martin), sendo criado junto com a filha dele, Iris West (Candice Patton), por quem nutre uma paixão não correspondida. Catorze anos depois, Barry é agora um cientista forense, sendo considerados por muitos um cara esquisito por estar sempre procurando eventos inexplicáveis. A vida do jovem muda quando a ativação do acelerador de partículas do Dr. Harrison Wells (Tom Cavanagh) libera um feixe de energia que atinge vários pontos da cidade, e um desses pontos é o laboratório forense de Barry, na polícia, fazendo com que ele seja atingido por um raio e fique em coma por 9 meses. Despertando do coma, Barry descobre que têm uma velocidade sobre-humana e capacidade de regeneração e, após falhar em capturar Clyde Mardon, o que custou a vida de um inocente, e ser motivado pelo Oliver Queen/Arqueiro (Stephen Amell) a se tornar um herói, ele decide usar os seus poderes para salvar vidas e enfrentar outros que foram afetados pelo acelerador de partículas. A primeira temporada da série mostra Barry evoluindo como herói, à medida que descobre pistas sobre o paradeiro do assassino de sua mãe, que mais tarde revelam que o homem que matou Nora é o Dr. Wells, que na verdade é Eobard Thawne (Matt Letscher), um cientista criminoso do futuro que se tornou o maior inimigo do Flash.

### Universo Estendido da DC (2016-)

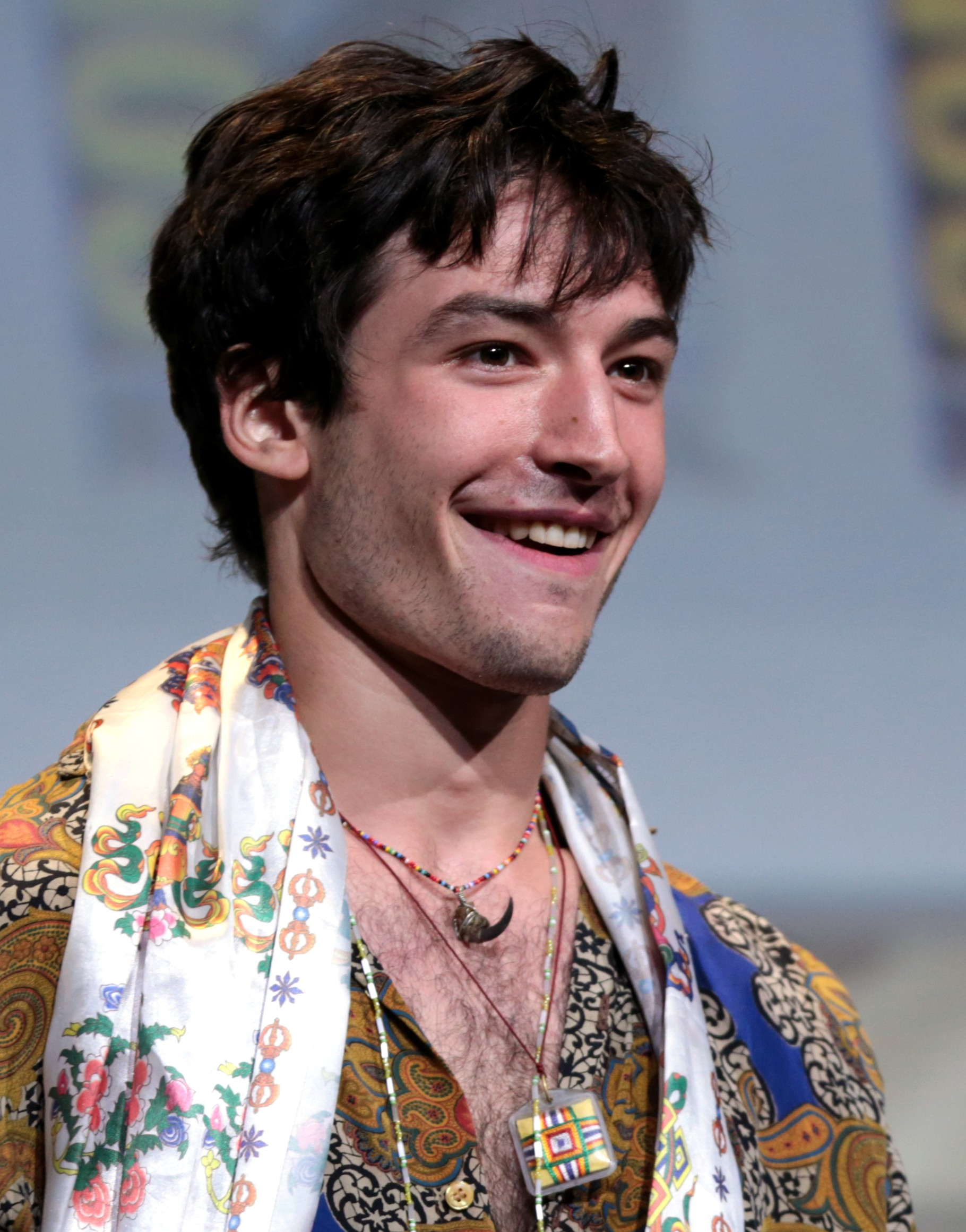
Ezra Miller.

No Universo Estendido da DC que é o universo de filmes da DC, Barry Allen é interpretado por Ezra Miller.
- Em Batman vs Superman: A Origem da Justiça (2016), Barry Allen/Flash (Ezra Miller) aparece em duas cenas. Na primeira, o Flash vem do futuro alertando Bruce Wayne (Ben Affleck) de que Lois Lane (Amy Adams) é a chave e que ele deve encontrá-los e recrutá-los. Na segunda cena, Diana Prince (Gal Gadot) está analisando os arquivos que Lex Luthor (Jesse Eisenberg) obteve dela e de outros meta-humanos. Quando ela olha os arquivos referentes ao Flash, ela vê a gravação de uma loja de conveniências em que Barry deteve um assaltante utilizando sua velocidade, e ao fazer uma breve pane elétrica foi causada na câmera de vigilância.
- Em Esquadrão Suicida (2016), o Flash é o responsável pela captura de Digger Harkness/Capitão Bumerangue (Jai Courtney). Em uma cena pós-crédito do filme, Bruce Wayne faz um acordo com Amanda Waller (Viola Davis) para obter acesso aos meta-humanos que estavam sendo investigados por ela, e Barry é mostrado como sendo um deles.
- Em Liga da Justiça (2017), Bruce Wayne continua sua busca por Barry Allen, mas Alfred explica que tem sido difícil de encontrá-lo por ele estar constantemente mudando de residência, entretanto ele sempre visita o pai dele, Henry Allen (Billy Crudup), que foi preso por ter sido acusado e sentenciando à prisão pela morte de Barry, algo que o próprio Barry discorda. Barry visita seu pai e ele conversa com ele sobre Barry estar desperdiçando a vida dele por estar trabalhando em três empregos medíocres para pagar a faculdade de direito, algo que Barry considera necessário, pois ele tem certeza de que a investigação da morte da mãe dele foi mal feita. Henry diz a Barry que ele deve deixá-lo de visitá-lo e construir o próprio futuro dele. Barry volta para sua casa e vê Bruce ali dentro, que lhe dá uma foto da filmagem de quando Barry deteve meses antes um assaltante em uma loja de conveniência. Barry diz que o homem não é ele. Bruce joga contra ele um batarangue, e Barry, em supervelocidade, pega o objeto e percebe que Bruce é o Batman. Bruce explica que quer recrutá-lo para auxiliá-lo em deter uma possível invasão alienígena e Barry logo aceita o convite, dizendo que precisa de amigos. Os dois chegam à Gotham City no jato de Bruce, e se encontram com Diana, que diz a Bruce que não conseguiu recrutar Victor Stone (Ray Fisher). Os três veem o batsinal no céu e vão falar com o Comissário Gordon (J.K. Simmons), que informa a eles sobre um caso de uma criatura que atacou uma família, o qual Diana identifica como um parademônio. Gordon diz que oito cientistas do STAR Labs foram sequestrados e Victor, que acaba de chegar, informa que agora são nove, pois o pai dele também foi sequestrado. Eles conversam sobre qual o local que eles possam estar e Ciborgue e Batman deduzem que deve ser abaixo do porto de Gotham. Os quatro vão para lá onde veem Lobo da Estepe (Ciarán Hinds) matando alguns dos funcionários do STAR Labs. Barry se assusta com aquilo, dizendo que nunca entrou em batalha, mas apenas que empurra as pessoas e sai correndo. Bruce diz a ele para apenas salvar uma pessoa, e não lutar. Barry então consegue retirar um por um dos reféns e depois auxilia Diana na luta contro Lobo da Estepe. Ele é ferido por um dos parademônios e capturado, mas Diana o salva. Após Victor atirar um míssel em Lobo da Estepe, ele pega o míssil e o joga na parede, fazendo-a quebrá-la e inundar o local. Enquanto eles correm, Aquaman (Jason Momoa), os salva criando uma barreira com o seu tridente. Eles vão para a Mansão Wayne, onde Victor explica sobre a Caixa Materna, dizendo que ela tem habilidades de reconstrução celulares e que o pai dele a usou nele para reconstruir o corpo dele após o acidente que ele sofreu. Bruce pergunta se seria o possível usar a caixa em alguém que tivesse um poder imenso e Barry percebe que Bruce está se referindo a trazer Superman (Henry Cavill) de volta à vida. Após eles discutirem entre eles os pós e os contras de tentar ressuscitar o Superman, Barry e Victor vão desenterrar o caixão dele. Barry dirige um caminhão, se passando por um militar, com Victor e Aquaman na parte traseira do caminhão e segurando o caixão. Eles vão até o conglomerado construído ao redor da nave kryptoniana. Após entrarem lá eles vão até à câmara de biogênese, onde Lex Luthor (Jesse Eisenberg) ressuscitou o General Zod como Apocalypse. Victor acessa o painel da câmara, mas diz que quando Lex criou Apocalypse ele danificou os circuitos internos da câmara, sendo assim possível usar a energia da câmara para ativar a Caixa Materna. Barry diz que ele mesmo pode ativar a caixa, pois se ele atingir a velocidade certa ele irá emanar energia e poderá usá-la para ativar a Caixa. Barry então corre até o fim da nave e aguarda o sinal de Victor para correr. Victor dá o sinal e Barry corre, tocando a Caixa e carregando ela com sua própria energia. A Caixa ao cair na água emana uma energia que revive o Superman. Ele sai de voando de lá e Barry leva Diana, Victor e Aquaman até ele. A armadura de Victor entra em modo de defesa e ele acaba acidentalmente disparando um canhão sônico na direção de Superman. Superman se desvia do canhão e os enfrenta. Após ele subjugar Diana, Victor e Aquaman, Barry corre em supervelocidade planejando atacar Superman por trás, mas Superman nota o Flash se aproximando e vai atrás dele tentando surrá-lo, mas Barry se desvia dos socos. Depois de Superman recuperar as suas memórias quando Lois Lane (Amy Adams) chega ao local e vai embora voando, levando ela junto. Barry e os demais se reúnem na mansão de Bruce, e de lá se dirigem para Chernobil, onde o Lobo da Estepe uniu as três Caixas Maternas para fazer com que a Terra se torne igual à Apokolips. Flash salva os civis, sendo auxiliado por Superman e depois os dois retornam para enfrentar o Lobo da Estepe. Depois que ele é derrotado e levado pelos parademônios de volta a Apokolips. Barry e os demais veem os resíduos da energia que as Caixas Maternas emitiram rejuvenescer o solo da cidade. De volta à Central City, Barry visita seu pai, mostrando a ele que conseguiu um emprego como estagiário no Laboratório da Polícia Científica. Em uma das cenas pós-créditos do fillme, Flash e Superman estão em área rural, e Superman está ali a pedido do Flash, pois ele quer saber qual dos dois é o mais rápido. Superman aceita a disputa, dizendo brincando que se ele ganhar Flash deixaria a equipe. Os dois então disputam a corrida, com Flash correndo e Superman voando.
- Ezra Miller interpretará novamente o personagem em The Flash, que irá adaptar a saga Flashpoint. O filme tem data prevista para 4 de novembro de 2022.

### Animação
- Barry tem participações recorrentes no desenho Super Amigos (1975).
- O personagem Wally West de Liga da Justiça (2001) também tem características de Barry. Ele trabalha na Polícia Científica e sua galeria de vilões é a mesma que do Barry.
- Em The Batman (2004), Barry aparece em um episódio da 5ª temporada, ajudando Batman e Robin a deter o Mestre dos Espelhos.
- Em Batman: Os Bravos e os Destemidos (2008) Barry aparece em um episódio da segunda temporada onde Batman, Wally West e Jay Garrick resgatam Barry e o ajudam a deter Professor Zoom.
- Barry tem participações recorrentes em Justiça Jovem (2010).

#### Universo de Filmes Animados da DC
- Em Liga da Justiça: Ponto de Ignição (2013), que adapta a saga Ponto de Ignição, Barry é o protagonista. O filme é bastante fiel à HQ e possui pequenas diferenças, como não mostrar quem assassinou a mãe de Barry, não ter a cena onde Barry se despede de sua mãe antes de voltar no tempo para impedir a si mesmo de salvar sua mãe e de após ter feito a realidade voltar ao normal, ele ainda continua casado com Iris.
- Em Liga da Justiça: Guerra (2014), que adapta o primeiro arco da revista Liga da Justiça na fase dos Novos 52, Barry aparece no filme e, diferente da HQ, além de já conhecer Hal ele também é amigo de Silas Stone, o pai de Victor Stone/Ciborgue.
- Em Liga da Justiça: O Trono de Atlantis (2015), que adapta a saga de mesmo nome lançada em 2012, Barry aparece no filme, diferenciando-se da HQ onde ele não aparecia devido à Central City estar sendo atacada pelo Gorila Grodd.
- Em Liga da Justiça vs Jovens Titãs (2016), Barry aparece no filme e juntamente com Superman, Mulher-Maravilha e o Batman ele é controlado mentalmente por Trigon.
- Em Liga da Justiça Sombria (2017), Barry aparece no filme durante uma reunião na Torre da Liga em que Superman e Mulher-Maravilha comentam sobre acontecimentos sobrenaturais ocorrendo no mundo todo.

### Jogos de Videogame
- Em Injustice: Gods Among Us (2013), Barry é um personagem jogável sendo protagonista de um dos capítulos. No jogo, o Barry Allen da Terra 2 contribuiu com o regime que Superman construiu, no entanto, cansado de ser conivente com as atrocidades cometidas pelo Homem de Aço ele se volta contra o regime ajudando o grupo de resistência liderado por Batman a enfrentar Superman. No final, Barry é preso, mas fica satisfeito por ter conseguido livrar o mundo das garras de Superman. No jogo, é possível utilizar as skins de Flash Lanterna Negro, Novos 52 (nesse caso tanto o uniforme que o Barry usa nos Novos 52 como também o uniforme de Jay Garrick nos Novos 52) e também o Flash Metahumano (o uniforme do Universo Televisivo da DC, mas este só é disponível para a versão para celular).
- Em Injustice 2 (2017), cinco anos depois dos eventos do primeiro jogo, Barry foi liberado de sua pena. Ele retorna a ser o Flash quando Brainiac inicia sua invasão na cidade de Metropolis. Ao chegar lá, ele é confrontado por Capitão Frio e Pistoleiro, e logo em seguida por Eobard Thawne, que ficou preso no passado já que durante o regime de Superman, um de seus ancestrais foram mortos. Depois de derrotá-los, Barry se reencontra com Hal, que se reformou e quer ajuda na batalha contra Brainiac. Quando Superman consegue usar a nave de Brainiac para restaurar algumas das cidades, algumas das outras se perdem, incluindo Metropolis. Superman deseja matar Brainiac pelo que ele fez, enquanto que ele permaneça vivo, o que faz os heróis recém reunidos se enfrentarem novamente. Após Clark derrotar Hal, Barry o enfrenta.